# Коган Борис Маркович
Борис Маркович Коган (рос. Борис Маркович Коган; 8 лютого 1940, Бобруйськ або Чернівці — 25 грудня 1993, Атланта) — радянський, український і американський шахіст, міжнародний майстер (1982).

## Кар'єра
Випускник Львівського політехнічного інституту. Працював інженером на заводі кінескопів, тренером у львівському Палаці піонерів. Серед вихованців — гросмейстер Адріан Михальчишин. У 1981 емігрував до США.
Борис Коган вигравав чемпіонат СРСР серед юніорів у 1956 і 1957 роках. Розділив 1-2 місце на меморіалі Ісаака Липницького (1967). У складі збірної Української РСР бронзовий призер командного чемпіонату СРСР 1969 р. Учасник 2-х чемпіонатів СРСР з листування (1971 і 1975). Переможець першості ДСТ «Авангард» 1976 року.
6 разів брав участь у чемпіонатах США із шахів (1981—1987). Вигравав чемпіонат штату Джорджія 9 разів, зокрема 7 разів поспіль (1980—1986, 1988, 1992).

## Турнірні результати

### Чемпіонати України
Борис Коган зіграв у дев'яти фінальних турнірах чемпіонатів України, набравши загалом 73 очки зі 141 можливих.
| Рік  | Місто            | Турнір                 | + | − | = | Результат | Місце   |
| ---- | ---------------- | ---------------------- | - | - | - | --------- | ------- |
| 1963 | Київ             | 32-й чемпіонат України | 6 | 4 | 7 | 9½ з 17   | 6 — 8   |
| 1964 | Київ             | 33-й чемпіонат України | 4 | 7 | 8 | 8 з 19    | 15      |
| 1966 | Київ             | 35-й чемпіонат України | 4 | 5 | 8 | 8 з 17    | 11 — 12 |
| 1967 | Київ             | 36-й чемпіонат України | 5 | 5 | 3 | 6½ з 13   | 24 — 37 |
| 1968 | Київ             | 37-й чемпіонат України | 3 | 9 | 5 | 5½ з 17   | 15 — 16 |
| 1969 | Івано-Франківськ | 38-й чемпіонат України | 5 | 4 | 6 | 8 з 15    | 7 — 10  |
| 1971 | Донецьк          | 40-й чемпіонат України | 6 | 1 | 6 | 9 з 13    | Silver  |
| 1972 | Одеса            | 41-й чемпіонат України | 6 | 3 | 8 | 10 з 17   | 5 — 6   |
| 1974 | Львів            | 43-й чемпіонат України |   |   |   | 8½ з 13   | 5 — 8   |

### Чемпіонати США
Борис Коган зіграв у шести фінальних турнірах чемпіонатів США, набравши загалом 39 очок з 85 можливих (+16-27=42).
| Рік  | Місто | Турнір             | + | − | =  | Результат | Місце   |
| ---- | ----- | ------------------ | - | - | -- | --------- | ------- |
| 1981 |       | 28-й чемпіонат США | 3 | 5 | 6  | 6 з 14    | 10 — 12 |
| 1983 |       | 29-й чемпіонат США | 0 | 5 | 8  | 4 з 13    | 13 — 14 |
| 1984 |       | 30-й чемпіонат США | 4 | 3 | 10 | 9 з 17    | 9 — 12  |
| 1985 |       | 31-й чемпіонат США | 2 | 1 | 10 | 7 з 13    | 5 — 6   |
| 1986 |       | 32-й чемпіонат США | 5 | 7 | 3  | 6½ з 15   | 11 — 13 |
| 1987 |       | 33-й чемпіонат США | 2 | 6 | 5  | 6½ з 13   | 13      |